# Defender (singel Gabrielli Cilmi)
Defender – singel australijskiej piosenkarki Gabrielli Cilmi, trzeci z jej drugiego albumu studyjnego "Ten" i dziewiąty w jej karierze. Singel został wydany jako podwójny A-side wraz z utworem "Magic Carpet Ride" 26 sierpnia 2010 roku.

## Notowania
Singel nie uzyskał wysokich pozycji na listach, w tym nie dostał się do Top 100 w UK Singles Chart, osiągając 108. miejsce.
| Lista            | Najwyższa pozycja |
| ---------------- | ----------------- |
| UK Singles Chart | 108               |

## Teledysk
Teledysk do utworu ukazuje Cilmi stojącą przed mikrofonem, w tle słuchać oklaski publiczności. Następnie piosenkarka przechodzi przez korytarze budynku w czarnej sukience, zrywając z siebie biżuterię i ściągając sukienkę, pozostając w bieliźnie. Sceny te przerywają co pewien czas ujęcia Gabrielli siedzącej na krześle i śpiewającej. Później piosenkarka opłukuje się wodą i już w pełni ubrana przechodzi przez wcześniej wspomniane korytarze z kataną i ustami zasłoniętymi chustą. Wkrótce Cilmi znika w gaszącym świetle.

## Format wydania
Digital download
1. "Defender"

Digital download (podwójny a-side)
1. "Defender"
2. "Magic Carpet Ride"
3. "Defender (Cahill Remix)"